# 貝拉氏副唇魚
貝拉氏副唇魚，為輻鰭魚綱鱸形目隆頭魚亞目隆頭魚科的其中一種，分布於中西太平洋的馬紹爾群島海域，棲息深度18-31公尺，體長可達6.5公分，棲息在海草生長的潟湖，生活習性不明。

## 擴展閱讀
維基物種上的相關：貝拉氏副唇魚